# Upplands runinskrifter 82
Upplands runinskrifter 82 är en vikingatida runsten av grå granit som fanns i Järfälla kyrka, Järfälla socken och Järfälla kommun. Stenen blev funnen av Olof Celsius den äldre i kyrkan år 1728. Förmodligen låg den som trappsten. Sedan var den försvunnen men sju fragment av stenen påträffades 1939. De sju fragmenten, som förvaras i Statens historiska museum, ansågs tidigare höra till U 83.

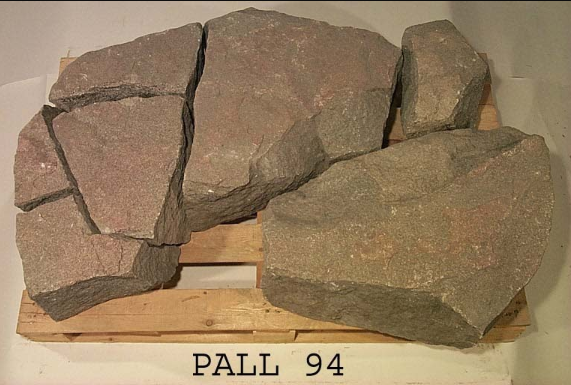
De sju fragmenten av U 82 som hittades 1939.

## Inskriften
Translitterering av runraden:
[...-...] -it [rais(a) s...ain : þina : eftiʀ × hau... sin ·]
Normalisering till runsvenska:
... [l]et ræisa s[t]æin þenna æftiʀ ... sinn.
Översättning till nusvenska:
... lät resa denna sten efter ... sin.